# Apamea submissa
Apamea submissa là một loài bướm đêm trong họ Noctuidae.